# Zhao Jing
Zhao Jing (en chino: 赵菁; Wuhan, 31 de diciembre de 1990) es una nadadora china y medallista olímpica en los Juegos Olímpicos de Pekín 2008.

## Trayectoria
Debutó en los Juegos Olímpicos de Pekín 2008 a los 18 años de edad en la prueba de 4 x 100 m combinado, consiguiendo además la medalla de bronce con un tiempo de 3:56,11. En 2009 nadó en el Campeonato Mundial de Natación de 2009, ganando dos medallas de oro, al igual que en el Campeonato Mundial de Natación en Piscina Corta de 2010, además de una medalla de plata. Tras nadar en el Campeonato Mundial de Natación de 2011, donde ganó dos medallas, una de oro y otra de plata, nadó en los Juegos Olímpicos de Londres 2012. Nadó en dos pruebas, pero no llegó a conseguir ninguna medalla. Posteriormente nadó en el Campeonato Mundial de Natación en Piscina Corta de 2012, cosechando una medalla de oro y otra de bronce, y después en el Campeonato Mundial de Natación de 2013, medallista de oro en los 50 m espalda.